# Holasteron quemuseum
Holasteron quemuseum är en spindelart som beskrevs av Baehr 2004. Holasteron quemuseum ingår i släktet Holasteron och familjen Zodariidae.
Artens utbredningsområde är Queensland. Inga underarter finns listade i Catalogue of Life.